# ماسینیا
ماسینیا (به عربی: ماسینیا) یک منطقهٔ مسکونی در چاد است که در Baguirmi Department واقع شده‌است.